# Solomobil

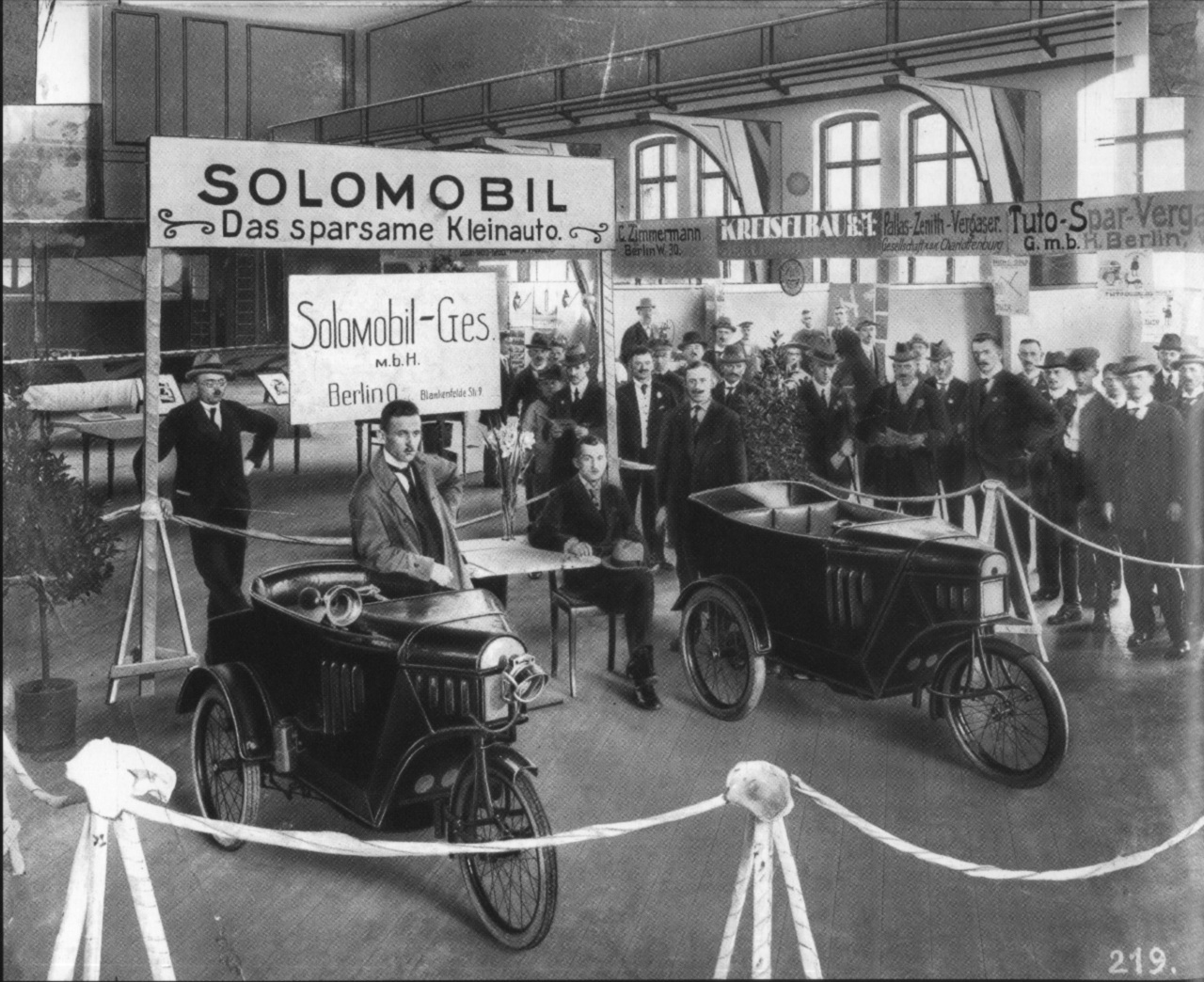
Messestand der Solomobil GmbH zur Herbstmesse 1919 in Leipzig

Die Kraftwagenfabrik Solomobil GmbH, vorher E. Moll, war ein deutscher Automobilhersteller.

## Unternehmensgeschichte
Anfangs firmierte das Unternehmen als E. Moll mit Sitz an der Bamberger Straße 14 in Berlin. 1919 wurden zwei Automobile auf der Leipziger Herbstmesse präsentiert. Auf einem Plakat sind die Solomobil-Ges. m.b.H und Blankenfelde Straße 9 zu erkennen. Abweichend davon werden auch 1920 und 1921 als Produktionsbeginn genannt. Später ist die Firmierung Kraftwagenfabrik Solomobil GmbH überliefert. Der Markenname der Fahrzeuge lautete Solomobil. Die Fahrzeuge wurden bis 1922 angeboten. Danach verliert sich die Spur des Unternehmens.

## Fahrzeuge
Im Angebot standen Kleinwagen. Sie hatten luftgekühlte Ottomotoren. Als Konstrukteur wird Hugo Mitzenheim genannt.
Ein Modell war ein Dreirad mit vorderem Einzelrad. Der V2-Viertaktmotor hatte 498 cm³ Hubraum und leistete 10 PS. Die Motorleistung wurde über ein Dreiganggetriebe auf die Hinterräder übertragen. Auf ein Differenzial wurde verzichtet. Die Spurweite betrug 120 cm und die Fahrzeuglänge 210 cm. Die Höchstgeschwindigkeit war mit 40 km/h angegeben. Zur Wahl standen offene Einsitzer und Tandem-Zweisitzer mit Verdeck. Andere Quellen nennen ein 4/10-PS-Modell. Die Angabe stand für 4 Steuer-PS und 10 PS Motorleistung, was etwa 1000 cm³ Hubraum entspricht. Laut einer weiteren Quelle stammte der Motor von den NSU Motorenwerken und war hinter dem Vorderrad montiert.
Daneben gab es den 6/12 PS. Dieser Wagen hatte vier Räder.